# Amir Szelach
Amir Szelach (hebr. אמיר שלח, ur. 11 lipca 1970 w Tel-Awiwie) – izraelski piłkarz grający na pozycji obrońcy. W swojej karierze rozegrał 85 meczów w reprezentacji Izraela.

## Kariera klubowa
Karierę piłkarską rozpoczynał w klubie Maccabi Herclijja. W 1989 roku awansował do kadry pierwszej drużyny i wtedy też zadebiutował w niej w pierwszej lidze izraelskiej. W 1990 roku odszedł do Maccabi Tel Awiw. W sezonie 1991/1992 odniósł z nim swój pierwszy sukces w karierze, gdy wywalczył mistrzostwo Izraela. W 1995 i 1996 roku także zostawał z Maccabi mistrzem kraju. Wraz z Maccabi zdobył też dwa Puchary Izraela (1994, 1996) oraz Puchar Toto (1993).
W 1998 roku przeszedł do Beitaru Jerozolima. Grał w nim przez sezon. W 1999 roku został zawodnikiem Hapoelu Hajfa, a w 2000 roku wrócił do Maccabi Tel Awiw. W 2001 roku zdobył z nim krajowy puchar. W 2002 roku przeszedł do Maccabi Netanja i grał w nim do końca swojej kariery, czyli do 2004 roku.
| Sezon   | Klub              | Kraj   | Rozgrywki   | Mecze | Bramki |
| ------- | ----------------- | ------ | ----------- | ----- | ------ |
| 1989/90 | Maccabi Herclijja | Izrael | Liga Leumit | ?     | ?      |
| 1990/91 | Maccabi Tel Awiw  | Izrael | Liga Leumit | ?     | ?      |
| 1991/92 | Maccabi Tel Awiw  | Izrael | Liga Leumit | ?     | ?      |
| 1992/93 | Maccabi Tel Awiw  | Izrael | Liga Leumit | 23    | 0      |
| 1993/94 | Maccabi Tel Awiw  | Izrael | Liga Leumit | 31    | 0      |
| 1994/95 | Maccabi Tel Awiw  | Izrael | Liga Leumit | 26    | 0      |
| 1995/96 | Maccabi Tel Awiw  | Izrael | Liga Leumit | 29    | 1      |
| 1996/97 | Maccabi Tel Awiw  | Izrael | Liga Leumit | 28    | 1      |
| 1997/98 | Maccabi Tel Awiw  | Izrael | Liga Leumit | 28    | 0      |
| 1998/99 | Beitar Jerozolima | Izrael | Liga Leumit | 29    | 1      |
| 1999/00 | Hapoel Hajfa      | Izrael | Ligat ha’Al | 27    | 0      |
| 2000/01 | Maccabi Tel Awiw  | Izrael | Ligat ha’Al | 29    | 0      |
| 2001/02 | Maccabi Tel Awiw  | Izrael | Ligat ha’Al | 6     | 0      |
| 2002/03 | Maccabi Netanja   | Izrael | Ligat ha’Al | 31    | 0      |
| 2003/04 | Maccabi Netanja   | Izrael | Ligat ha’Al | 27    | 0      |

## Kariera reprezentacyjna
W reprezentacji Izraela zadebiutował 12 lutego 1992 roku w przegranym 1:2 towarzyskim meczu ze Wspólnotą Niepodległych Państw, rozegranym w Jerozolimie. W swojej karierze grał między innymi w: eliminacjach do MŚ 1994, Euro 96, MŚ 1998, Euro 2000 i MŚ 2002. Od 1992 do 2001 roku rozegrał w kadrze narodowej 85 meczów.